# Очеретинська селищна територіальна громада
Очеретинська селищна територіальна громада — територіальна громада в Україні, у Покровському районі Донецької області з адміністративним центром у селищі Очеретине.

## Загальна інформація
Площа території — 726 км², населення громади — 21 399 осіб (2020 р.).

## Населені пункти
До складу громади увійшли 13 селищ (Бетманове, Благодатне, Верхньоторецьке, Кам'янка, Керамік, Криничне, Лозове, Невельське, Очеретине, Північне, Піски, Степове, Східне) та 27 сіл Авдіївське, Архангельське, Бердичі, Василівка, Веселе, Водяне, Межове, Нетайлове, Новобахмутівка, Новобахмутівка, Новокалинове, Новопокровське, Новоселівка, Новоселівка Друга, Новоселівка Перша, Олександропіль, Орлівка, Пантелеймонівка, Семенівка, Сокіл, Соловйове, Сонячне, Тоненьке, Троїцьке, Уманське, Яснобродівка та Ясногорівка.

## Історія
Створена у 2020 році, відповідно до розпорядження Кабінету Міністрів України № 721-р від 12 червня 2020 року «Про визначення адміністративних центрів та затвердження територій територіальних громад Донецької області», шляхом об'єднання територій та населених пунктів Верхньоторецької, Желаннівської, Очеретинської селищних, Красногорівської, Новобахмутівської, Новоселівської Першої, Олександропільської, Орлівської, Первомайської, Пісківської та Соловйовської сільських рад Ясинуватського району Донецької області.